# الکوبنداز
الکوبنداز (به اسپانیایی: Alcobendas) یک شهر و شهرستان در اسپانیا است که در مادرید (بخش خودمختار) واقع شده‌است.

## خصوصیات
الکوبنداز ۴۴٫۹۸ کیلومترمربع مساحت و ۱۰۷٬۵۱۴ نفر جمعیت دارد و ۷۰۰ متر بالاتر از سطح دریا واقع شده‌است.